# Ревийе, Орели
Орели́ Ревийе́ (фр. Aurélie Revillet, род. 13 февраля 1986 года, Мутье) — французская горнолыжница, участница Олимпийских игр в Ванкувере. Специализировалась в скоростных дисциплинах.
На чемпионате мира среди юниоров 2005 года стала 4-й в скоростном спуске, через год на чемпионате мира среди юниоров в Квебеке завоевала бронзу в этой же дисциплине.
В Кубке мира Ревийе дебютировала в 2006 году, в феврале 2009 года впервые попала в десятку лучших на этапе Кубка мира. Всего имеет пять попаданий в десятку лучших на этапах Кубка мира, все скоростном спуске. Лучшим достижением Ревийе в общем зачёте Кубка мира является 49-е место в сезоне 2009/10.
На Олимпиаде-2010 в Ванкувере заняла 17-е место в скоростном спуске и 22-е место в супергиганте.
За свою карьеру участвовала в двух чемпионатах мира, лучший результат 12-е место в скоростном спуске на чемпионате-2009.
Завершила карьеру в апреле 2012 года в возрасте 26 лет.
Использовала лыжи и ботинки производства фирмы Salomon.